# Antje Grauhan

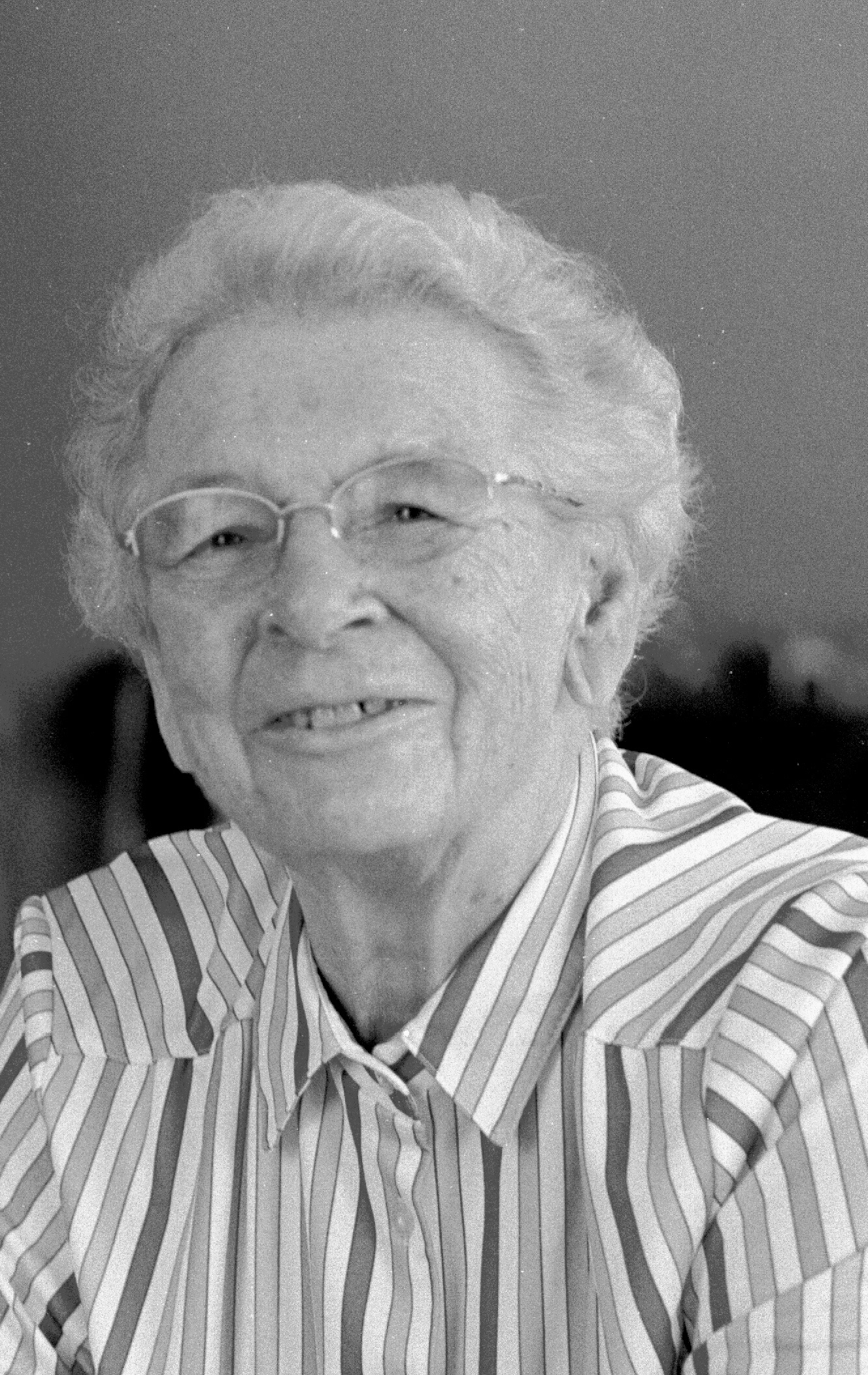
Antje Grauhan in ihrer Wohnung in Travemünde im Juli 2009

Antje Grauhan (* 26. April 1930 in Berlin; † 5. Juli 2010 in Lübeck-Travemünde) war eine deutsche Krankenschwester (Berufsbezeichnung seit 2020: Pflegefachfrau), Unterrichtsschwester, Schulleiterin und Pflegewissenschaftlerin. Sie beschäftigte sich mit der Konzeption einer generalistischen Pflegeausbildung sowie der Konzeption generalistisch angelegter Pflegestudiengänge, mit der beginnenden Akademisierung der Pflegeberufe in Deutschland und nicht zuletzt mit berufspolitischen Fragestellungen.

## Leben
„Die Segelschiffe auf der Trave vor unserem Haus sehen zu können, das gab mir immer ein Gefühl der Freiheit“ (Antje Grauhan beim Interview im Jahr 2009 in Travemünde. Sie formulierte mit diesem Satz, wie sie sagte, ihr ureigenes Lebensgefühl, das sie durch die vielen und auch schweren Jahre in der Pflege getragen habe.)

### Von Senftenberg/Lausitz nach Heidelberg
Antje Grauhan verbrachte ihre Kindheit in Senftenberg in der Lausitz. Ihr Vater, der im Ersten Weltkrieg als Soldat die verheerenden Auswirkungen des Fleckfiebers erlebt hatte, war Chefarzt am dortigen Knappschaftskrankenhaus und zudem Chefarzt des Senftenberger Reservelazaretts. Nach Beendigung des Zweiten Weltkriegs sollte Antje Grauhan, so der Wille der russischen Besatzungsmacht, in der Krankenhausküche dieses Krankenhauses als Küchenhilfe arbeiten, was der Vater verhinderte. Er plädierte stattdessen für eine Ausbildung zur Krankenschwester. Der Vater erkrankte durch die Behandlung seiner Senftenberger Patienten selbst an Fleckfieber und verstarb im Juni 1945. In der Folgezeit gelang es der Oberin der Heidelberger Ludolf-Krehl-Klinik, Olga Freiin von Lersner, Antje Grauhan nach Heidelberg zu holen. An der Universität Heidelberg sollte im Jahr 1953 eine Schwesternschule ihre Pforten öffnen, die, erstmals nach der von Henriette Goldschmidt gegründeten Leipziger Frauenhochschule in der Weimarer Republik, angehenden Krankenschwestern in Deutschland wieder die Möglichkeit einer akademisch geprägten Ausbildung bot.
Nach dem Krankenpflegediplom studierte Antje Grauhan mittels eines Stipendiums der Rockefeller-Stiftung Maternal and Child Care in den USA und wurde in den Jahren zwischen 1962 und 1971 zweite Schulleitung der Schwesternschule der Universität Heidelberg (USH). Sie konnte an der Universität Heidelberg, so unter anderem bei dem Erziehungswissenschaftler Christian Theobald Caselmann, als auch bei den Diakoniewissenschaftlern Herbert Krimm und Paul Philippi, Leistungsscheine für ihren späteren Magisterstudiengang an der Universität Konstanz erwerben. Mit dem Erwerb regulärer Leistungsscheine war es möglich, dass nicht nur die ohnehin privilegierten Professorentöchter an der Schwesternschule der Universität Heidelberg Veranstaltungen an der Universität besuchen konnten („Professorentöchterstatus“), sondern der Zutritt zur USH auch jungen Frauen aus den nicht akademischen gesellschaftlichen Schichten sowie Männern ermöglicht wurde. Dies zu erreichen, war immer ein wichtiges Anliegen für Antje Grauhan. Nichtsdestotrotz blieb der Weg für Männer, die eine Familie zu ernähren hatten, an der USH ein beschwerlicher Weg, was nicht zuletzt im Verhalten der Medizinischen Fakultät begründet lag. Zusammen mit der Sozialmedizinerin Maria Pinding (1932–1990) entwickelte Antje Grauhan die Idee, Krankenpflegeforschung zu betreiben. Maria Pinding hatte damals die Idee, dass man ein entsprechendes Forschungsinstitut an der Schwesternschule der Universität Heidelberg ansiedeln solle. In diesem Zusammenhang wurde auch der Begriff der Eigenständigkeit einer Wissenschaftsdisziplin wichtig.

### Hanns-Gotthard Lasch und die „Hollywoodschwestern“
Die neue Schwesternschule der Universität Heidelberg (USH) trug schnell den Spitznamen „Hollywoodschule“. Die Schülerinnen erhielten auf den Pflegestationen den Spitznamen „Hollywoodschwestern.“ Die Spitznamen erfand Hanns Gotthard Lasch, damals Schularzt für die USH und Oberarzt der Medizinischen Klinik (Ludolf-Krehl-Klinik). Inspiriert wurde Lasch durch die sandelholzfarbene Tracht der Schwesternschülerinnen, die in der grau-weißen Farbe der Umgebung erfrischend wirkte. Allerdings herrschte auch damals, ungeachtet der erfrischenden Farbe, noch eine vergleichsweise strenge Kleiderordnung bezüglich Länge der Dienstkleidung oder Weite des Ausschnittes, die von Olga von Lersner in Kooperation mit der Klinikleitung vertreten wurde. Die maßgeschneiderte Dienstkleidung wurde von einem renommierten Heidelberger Bekleidungshaus in der Heidelberger Hauptstraße angefertigt und stellte die Eltern der Schwesternschülerinnen nicht selten vor finanzielle Herausforderungen. Von der Bezeichnung „Tracht“ wurde schon in den ersten Jahren des Schulbetriebs Abstand genommen und stattdessen „Dienstkleidung“ gesagt. Besonders beliebt waren die Feste an der Hollywoodschule für die in den Anfangsjahren von den täglichen Butterrationen aufgespart werden musste. „Große Ereignisse werfen ihre dünnen Suppen voraus“, so der Kommentar von Antje Grauhan.

### Heidelberger anthropologische Schule
Während dieser Heidelberger Zeit verband Grauhan gemeinsam mit Heinrich Schipperges (1918–2003) und Eduard Seidler (1929–2020) am Institut für Geschichte der Medizin der Universität Heidelberg die Pflegetheorien von Faye Glenn Abdellah und Virginia Henderson mit dem Gestaltkreis Viktor von Weizsäckers und dem Regelkreismodell Heinrich Schipperges’. Durch das Konzept des „Gestaltkreises“ wurden der Heilkunde des 20. Jahrhunderts neue zeichentheoretische Elemente und Probleme hinzugefügt. Seidler und Grauhan schrieben zwei Aufsätze, die sich aufeinander bezogen. Es folgte die Integration der Pflegetheorie von Nancy Roper, Winifred W. Logan und Alison Tierney. Gemeinsam mit dem Arzt Wolfgang Rapp in der Abteilung von Paul Christian entwickelte Antje Grauhan den tripersonalen Ansatz „Patient-Arzt-Pflegekraft“. Unterstützt wurden sie dabei von Antje Hüter-Becker von der Krankengymnastikschule und der Krankengymnastin Hannelore Göhring. Diskussionen mit Herbert Plügge und dessen phänomenologisch-medizinischem Ansatz befruchteten die Überlegungen zu „Pflegephänomenen“, die ihren festen Platz in der entstehenden Pflegewissenschaft in Deutschland bekommen sollten. Die Heidelberger anthropologische Schule wurde von Antje Grauhan für die Pflege fruchtbar gemacht. Die medizinische Betreuung ihrer Magisterarbeit im Fachbereich Erziehungswissenschaft der Universität Konstanz erfolgte deshalb durch Thure von Uexküll am Universitätsklinikum Ulm (1973–1974). Antje Grauhan wurde am 29. Oktober 1971 in einer außerordentlichen Kuratoriumssitzung der Schwesternschule der Universität Heidelberg unter Vorsitz von Günter Quadbeck, dem Dekan der medizinischen Fakultät, verabschiedet. Die Laudatio sprach Gotthard Schettler, Ehrengäste waren unter anderem Karl Heinrich Bauer und Prorektor Kristian Hungar.

#### Deutsch-französisches Projekt: Regionale Offene Gesundheitsuniversität
Nachdem die OECD in Vorarbeiten festgestellt hatte, „dass die moderne Gesellschaft neue Formen von Mortalität und Morbidität erzeugt und deshalb unter besonderer Berücksichtigung psychologischer und soziologischer Faktoren neue Formen der integrierten medizinischen Versorgung bedarf: Die Regionale Offene Gesundheitsuniversität“, nahm Antje Grauhan am internationalen Projekt der Regional Health University teil. Die klinische Zusammenarbeit gleichgesinnter dreier Personen: Arzt – Patient – Krankenschwester (Triade) war in der Ludolf-Krehl-Klinik in Heidelberg anlässlich des Aufbaus der Psychosomatik auf den Stationen Siebeck und Friedreich mit Krankenschwestern und Schülerinnen der Schwesternschule der Universität Heidelberg bereits erprobt worden. Hierzu gehörten neue Formen der Gestaltung der Patientenvisite, der Dokumentation, der Dienstübergaben, der Kommunikationsstrukturen insgesamt. Auf der ersten weltweiten internationalen Tagung der OECD in Paris vom 15.–18. Dezember 1975 konnte der Heidelberger Mediziner Wolfgang Rapp als einziger deutscher Experte über die psychosomatische Triade berichten. Zusammen mit Vertretern der OECD, Cornilliaut, Paris, sowie Paul Christian, Thure von Uexküll und Vertretern des DKFZ nahm Antje Grauhan an einem deutsch-französischen Projekt teil. Es folgten mehrere Tagungen in Heidelberg sowie ein gemeinsamer Vortrag Grauhan-Rapp 1982 in Saarbrücken. Die internationale Abschlussveranstaltung fand in der Friedrich-Ebert-Gedenkstätte in Heidelberg statt.

#### Wechsel nach Ulm; Ilse Schulz, Karl Köhle und Thure von Uexküll
Dieser Wechsel nach Konstanz und Ulm wurde nötig, weil die Universität Heidelberg zum damaligen Zeitpunkt keine Magisterstudiengänge anbot. Gemeinsam konzipierten die Mediziner Thure von Uexküll und Karl Köhle mit der Pflegewissenschaftlerin Antje Grauhan in Ulm einen Weiterbildungsstudiengang „Psychosomatische Pflege“. Dieses Konzept der patientenorientiert-psychosomatischen Pflege, das so genannte „Ulmer Modell“ stieß auch auf besonderes Interesse im Weiterbildungsstudiengang „Lehrpersonen im Gesundheitswesen“ am Zentrum für Weiterbildung der Universität Osnabrück, der 1979 ins Leben gerufen wurde und von den Pflegewissenschaftlerinnen Christa Winter-von Lersner und Gerda Kaufmann betreut wurde. Beide kamen, wie auch Antje Grauhan, von der Schwesternschule der Universität Heidelberg. Während ihrer Zeit im Ulmer Modellversuchs (1973–1976) war Antje Grauhan Mitglied einer Arbeitsgruppe im Wissenschaftsrat zum Thema „Studiengänge für nichtärztliche Berufe im Gesundheitswesen“. Ihr generalistischer Ansatz, den sie auch in ihrer Magisterarbeit niederlegte, bezog sich nicht nur auf die pflegerischen Berufe, sondern auf alle nichtärztlichen Gesundheitsberufe und ist als ihre eigentliche wissenschaftliche Leistung anzusehen. In Ulm gab es eine enge Zusammenarbeit zwischen Antje Grauhan und der Pflegeexpertin und Frauenforscherin Ilse Schulz. Unterstützung bei der Magisterarbeit erfuhr Antje Grauhan auch von ihrem jüngeren Bruder, dem Politologen Rolf-Richard Grauhan, der an der Universität Heidelberg bei Dolf Sternberger promoviert hatte und der sich auch mit Fragen des Krankenhausmanagements beschäftigt hatte.

### Studiengang in Berlin, Lehraufträge in Osnabrück
In den Jahren 1976 bis 1982 wurde Antje Grauhan mitverantwortliche Forschungsassistentin für den Modellstudiengang „Lehrkräfte für Medizinalfachberufe“ an der FU Berlin. Ähnlich wie dem Ulmer Modellstudiengang war auch diesem Berlin Modell keine lange Überlebenszeit gegönnt. Zudem erfüllte sich der Wunsch von Antje Grauhan nach einer Anbindung des neuen Studiengangs an die Medizinische Fakultät der FU Berlin, dies im Unterschied zu Ulm, zu ihrem größten Bedauern nicht. Der Widerstand in Berlin kam vor allem von Seiten der Gewerkschaft. Hierbei spielte eine gewichtige Rolle, dass an der Schwesternschule der Universität der Tarifvertrag der Gewerkschaften nicht eingehalten, sondern stattdessen Schulgeld bezahlt worden war, um den Sonderstatus der Schule zu ermöglichen. Nach ihrer Berliner Zeit arbeitete Antje Grauhan als Lehrbeauftragte für Pflegewissenschaft an der Universität Osnabrück gemeinsam mit Ruth Schröck, der ersten Professorin dieses Faches in Deutschland.

#### Elke Müller-Simianer
Elke Müller (verheiratete Müller–Simianer), eine der Absolventinnen des Berliner Modellstudiengangs und später Lehrerin für Pflegeberufe an der USH, erhielt im April 2016 die Goldene Ehrennadel des Deutschen Berufsverbandes für Pflegeberufe (DBfK) in Stuttgart. Antje Grauhan hatte sich dem DBfK immer sehr verbunden gefühlt. Sie bezeichnete zudem Elke Müller als ihre wichtigste Schülerin. Elke Müller-Simianer, deren Hauptanliegen, wie sowohl in ihrer Diplomarbeit als auch Dissertation beschrieben, die Entwicklung der Pflege als einem eigenständigen Beruf mit „Hauptfach Krankenpflege“, ohne Bevormundung durch benachbarte Berufsgruppen, zu sehen ist, zog sich im Oktober 2017 aus allen öffentlichen Ämtern zurück.

### Hoffnungen und Realisierungen
Stets hatte Antje Grauhan die akademische Tradition der Pflege in Heidelberg seit Franz Anton Mai vor Augen. Ihr Ziel war es, die durch ihn begonnene Tradition der Akademisierung der Pflege in der Schwesternschule der Universität Heidelberg erneut aufzunehmen und voranzutreiben. Ihr gemeinsam mit dem ersten Nachkriegsrektor der Universität Heidelberg Karl Heinrich Bauer geteilter Wunsch, dass der Zugang zu akademischen Strukturen allen Gesundheitsberufen möglich gemacht werden würde, sollte sich in Heidelberg allerdings erst im Jahr 2011 mit dem Start des Studiengangs Interprofessionelle Gesundheitsversorgung erfüllen. Studienkoordinatorin des Studiengangs wurde Cornelia Mahler von der Schwesternschule der Universität Heidelberg. Mit der Implementierung dieses Studiengangs im Jahr 2011 verfügte die Universität Heidelberg über eine 231-jährige akademische Tradition in der Pflege, die allerdings mehrfach durch Kriege und andere Unruhen unterbrochen worden war. Die ersten Absolventinnen des Krankenpflegestudiums hatten ja schon im Jahr 1785 unter Franz Anton Mai ihre akademische Prüfung abgelegt und die Gründung der Mannheimer Hebammenschule datierte sogar auf das Jahr 1766. Um die Jahrhundertwende vom 19. zum 20. Jahrhundert kam es zur Ausdifferenzierung der Pflegeberufe durch die Krankenschwester Pia Bauer und den Arzt und Krebsforscher Vincenz Czerny, die auch technischen Veränderungen beispielsweise durch Röntgengeräte Rechnung trug. Vincenz Czerny setzte sich jedoch auch für die Einführung von Massagekursen und physiotherapeutischen Praktiken ein, die bereits im römischen Reich auf hohem Niveau gelehrt worden waren, und griff damit auf sehr alte Wissenstraditionen zurück. Die Umsetzung dieses Anliegens von Czerny in der Pflege erfolgte durch Mathilde von Horn, eine Weggefährtin von Pia Bauer.

#### Auf dem Weg zum Magnet-Krankenhaus
Wenige Jahre nach dem Tod von Antje Grauhan begab sich das Universitätsklinikum Heidelberg auf den Weg, Magnet-Krankenhaus werden zu wollen. Drei Pflegepersonen des Universitätsklinikums Heidelberg nahmen im Jahr 2016 als erste deutsche Teilnehmerinnen am Magnet-Kongress in den USA teil. Damit wurden die Bestrebungen der Vergangenheit, den Kranken in den Mittelpunkt interprofessionellen therapeutischen Geschehens zu stellen, hoffnungsvoll intensiviert. Von 2013 bis 2014 wurde ein Projekt zur interprofessionellen Kommunikation durchgeführt. Das Universitätsklinikum Heidelberg beschloss zudem im Jahr 2016, sechs Jahre nach dem Tod von Antje Grauhan, eine Professur für Pflege- und Therapiewissenschaft in Forschung und Lehre einzurichten. Berufen wurde Martina Hasseler (* 1968). Mit dieser Berufung ging ein Wunsch von Antje Grauhan in Erfüllung.
Am 24. September 2016 fand eine Festveranstaltung für das 250-jährige Bestehen der Hebammenschule mit Schulleitung Cordula Fischer und der Lübecker Hebammenhistorikerin Christine Loytved statt, bei dem an die Gründerzeit durch Franz Anton Mai erinnert und die aktuelle Studienmöglichkeit für Hebammen im Bachelor-Studiengang „Interprofessionelle Gesundheitsversorgung“ für Hebammen am Universitätsklinikum Heidelberg aufgezeigt wurde. Nicht zuletzt entstand am Institut für Gerontologie der Universität Heidelberg im Jahr 2015 eine Zulassungsarbeit, in der eine historisch-kritische, auf Franz Anton Mai zurückgehende, Betrachtung der B.A. Nurse vorgenommen und über deren neue Perspektiven nachgedacht wurde. Wolfgang Rapp erinnerte zudem, im Sinne von Karl-Heinrich Bauer, an die Zusammenarbeit aller Berufsgruppen, die sich um einen Patienten scharen können oder sollten. Er stellte dies exemplarisch an der Zusammenarbeit zwischen Ärzteschaft, Pflege und Physiotherapie dar, wobei die Physiotherapie durch Antje Hüter-Becker vertreten wurde. Der biographische Ansatz der Heidelberger anthropologischen Schule (Siebeck, V. v. Weizsäcker, Mitscherlich) wurde nach und nach in die Pflegewissenschaft aufgenommen. Nachdem es in den 1960er Jahren auf den Stationen Siebeck und Friedreich der Ludolf-Krehl-Klinik bereits eine Schulstation zur Erprobung der Triade „Patient-Arzt-Pflege“ gegeben hatte, entstand im Jahr 2016 eine integrierte Ausbildungsstation HIPSTA in der Chirurgischen Universitätsklinik Heidelberg, gefördert von der Robert Bosch Stiftung. Die Hoffnungen Antje Grauhans wurden somit nach und nach realisiert. Erspart geblieben ist Antje Grauhan die Erfahrung der Verlängerung der pflegerischen Arbeitszeit auf bis zu 12 Stunden täglich, die in den Jahren nach ihrem Tod, zumindest im Bereich der häuslichen Pflege, langsam wieder Einzug hielt.

### Öffentliche Ämter
Seit 1952 war Antje Grauhan Mitglied im Agnes-Karll-Verband, dem späteren Deutschen Berufsverband für Krankenpflege, DBfK. Sie war zudem Mitglied der Arbeitsgruppe „Pflege braucht Eliten“ der Robert-Bosch-Stiftung in Stuttgart. Von 1983 bis 1990 war sie Schriftleiterin der Deutschen Krankenpflege-Zeitschrift in Stuttgart. Antje Grauhan ermunterte Sabine Bartholomeyczik, Absolventin der Schwesternschule aus dem Anfangsjahrzehnt, deren Projekt über Frauengesundheit in der Deutschen Krankenpflegezeitschrift zu veröffentlichen. In dieser Zeit entstand ebenfalls eine engere Zusammenarbeit mit der Frankfurter Pflegewissenschaftlerin Hilde Steppe. Antje Grauhan freute sich über die ersten Professuren von Absolventinnen der USH wie beispielsweise derjenigen von Monika Habermann oder Olivia Dibelius.
Im Jahr 1995 zog sie sich aus allen öffentlichen Ämtern zurück. Sie blieb Eduard Seidler zeitlebens freundschaftlich verbunden. Zu ihrem 80. Geburtstag erhielt sie Gratulationen der Doktoranden der Universität Witten/Herdecke („Doctoral Day“, der ursprünglich von Ruth Schröck eingeführt worden war) und von vielen Weggefährten. Ihre Nachfolgerin als Schulleiterin der USH wurde Erika von Amann.

### Wirkungsgeschichte
Das von Eduard Seidler herausgegebene Buch Geschichte der Medizin und Krankenpflege, das von 1966 an bis zu seiner fünften Auflage unter dem Titel Geschichte der Pflege des kranken Menschen im Kohlhammer Verlag Stuttgart erschien, gehörte zur Standardlektüre in der Krankenpflegeausbildung der Bundesrepublik Deutschland bis in die 1990er Jahre hinein. Im jeweiligen Kapitel zur „Diätetik und Krankenpflege“ wurde der Prozess der Zuordnung der verschiedenen Heilberufe auf die Grundbedürfnisse des Menschen, den Antje Grauhan vorgenommen hatte, geschildert. Die Wirkungsgeschichte des in Heidelberg begonnenen Prozesses, eine gemeinsame Geschichte der Medizin und Krankenpflege bzw. der Medizin und der nichtärztlichen Gesundheits- und Pflegeberufe geschrieben zu haben, kann deshalb nicht hoch genug eingeschätzt werden.

### Korrespondenz, Nachlass
- Publikationen und Vorträge von Antje Grauhan wurden Ende der 1990er Jahre vorsortiert von Signe Brunner-Orawsky. Sie befinden sich im Universitätsarchiv der Universität Heidelberg im Nachlass der Schwesternschule der Universität Heidelberg.
- Der Travemünder Nachlass wurde nach dem Tod von Antje Grauhan, auf ihren ausdrücklichen Wunsch, in die Hilde-Steppe-Dokumentationsstelle der Fachhochschule Frankfurt/Main gebracht. Dieser Nachlass enthält auch die zahlreichen Gratulationen zum 80. Geburtstag (Glückwunschkarten vom Doctoral-Day der Studierenden der Pflegewissenschaft Universität Witten/Herdecke, Eduard Seidler; Tabula Gratulatoria).
- Ein weiterer Teil des Nachlasses befindet sich in Privatbesitz.

## Ehrungen
- Anlässlich des Ausscheidens von Antje Grauhan aus dem aktiven Berufsleben veranstaltete die Schwesternschule der Universität Heidelberg im April 1990 eine Fortbildungstagung.[55][56]
- Auf der 2. Mitgliederversammlung des Deutschen Vereins für Pflegewissenschaft (später: Deutsche Gesellschaft für Pflegewissenschaft) im November 1990 wurde Antje Grauhan zum Ehrenmitglied ernannt.[57]
- Antje Grauhan wurde im Jahr 2000 – anlässlich der 2. Internationalen Konferenz über Pflegetheorien in Nürnberg – erste Trägerin des Pflegepreises des Deutschen Pflegerates.
- Renate Schwarz-Govaers (Ausbildung Schwesternschule der Universität Heidelberg, sowie daselbst später Leitung der Weiterbildung zur „Unterrichtsschwester“) widmete Antje Grauhan im Jahr 2003 ihre Dissertation (eingereicht Eberhard Karls Universität Tübingen).[58]
- Festgabe zum 80. Geburtstag: Christine R. Auer: Eine frei denkende Krankenschwester, Antje Grauhan M.A. wird 80 Jahre alt, mit einem Beitrag von Monika Thiemann-Brenning, gefördert von der Robert Bosch Stiftung, Eigenverlag, Heidelberg 2010. ISBN 978-3-00-030494-1.

## Veröffentlichungen (Auszug)
- Betrachtungen zur heutigen Struktur des Pflegeberufs. In: Deutsche Schwesternzeitschrift. 1964, S. 2–3, sowie In: International Journal of Nursing Studies. 1965, Band 2, Heft 2, S. 189–191.
- Beitrag zur Planung dreijähriger praxisbezogener Studiengänge in der Krankenpflege, Magisterarbeit Universität Konstanz 1973. (S. 20 f.: Hier auch ein Eintrag zu dem Heidelberger Mediziner Hans Schaefer, der im Jahr 1970 an einem „Arbeitsentwurf der Medizinischen Gesamtfakultät der Universität Heidelberg“ mitwirkte und sich in diesem Kontext für ein „Konzept der Gesamthochschule in der Medizin“ aussprach. In diese Gesamthochschule sollten, so Schaefer, die Krankenpflege und die medizinisch-technische Assistenz hineingenommen werden, da hier der Mangel an hoch qualifiziertem Personal besonders eklatant war.)
- mit Petra Botschafter, Udo Schagen: Modellversuch Entwicklung und Erprobung eines 3-jährigen Studiengangs für Lehrkräfte an Lehranstalten für Medizinalfachberufe. Zwischenbericht, Freie Universität Berlin 1977.
- Kritische Analyse der pflegerischen Dienste. In: Aufträge. Sonderreihe zur RENOVATIO-Zeitschrift für das interdisziplinäre Gespräch, Hrsg. Stanis-Edmund Szydzik, Verlag Friedrich Pustet, Regensburg, 1978.
- mit Karl Köhle, Claudia Simons et al. (Hrsg.): Angewandte Psychosomatik. Die internistisch-psychosomatische Krankenstation – Ein Werkstattbericht. Mit einem Geleitwort von Thure von Uexküll. Verlag Rocom (Editiones Roche), Basel 1980.
- Vorwort (zur kritischen Auseinandersetzung mit dem Ansatz von Roper, Logan, Tierney), in: Maria Mischo-Kelling und Henning Zeidler: Innere Medizin und Krankenpflege, Urban & Schwarzenberg, München 1989.
- Reflexionen über den Fortschritt in der Krankenpflege (1991). In: Praktische Theologie. Gütersloher Verlagshaus, S. 264 f. Reflexionen über Fortschritt Krankenpflege
- Das Menschenbild in der Pflege. In: Hilde Schädle-Deininger, Ulrike Villinger (Schwesternschule der Universität Heidelberg, Hrsg.): Pflege, Pflege-Not, Pflege-Not-Stand. Entwicklungen psychiatrischer Pflege, Werkstattschriften zur Sozialpsychiatrie. Psychiatrie Verlag, Bonn 1990.
- Hilde Steppe, Antje Grauhan (13. Mai 1993): Podiumsdiskussion „Wieviel Utopie ist machbar?“. In: USH (1993)(Hrsg.): Festschrift „40 Jahre Schwesternschule der Universität Heidelberg“, Universitätsarchiv Heidelberg (UAH), Acc 61/15, Karton 3.